# Звездане стазе: Дискавери
Звездане стазе: Дискавери (енгл. Star Trek: Discovery) је америчка веб телевизијска серија чији су творци Брајан Фулер и Алекс Куртцман за стриминг услугу CBS All Access. Покренута 2017. године, представља прву сценаријску серију конкретно за ту услугу. Седамнаеста серија у франшизи Звездане стазе, прва је серија франшизе након што се серија Звездане стазе: Ентерпрајз завршила 2005. године. Серија Звездане стазе: Дискавери почиње отприлике деценију пре догађаја из оригиналне серије Звездане стазе и прати посаду звезданог брода Дискавери на бројним авантурама.
Сониква Мартин-Грин глуми Мајкл Бернам, научницу на Дискаверију. Даг Џоунс, Шазад Латиф, Ентони Реп, Мери Вајзман и Вилсон Круз такође глуме, заједно са Џејсоном Ајзаксом у првој сезони, Енсоном Маунтом у другој и Дејвидом Аџелом у трећој сезони. Серија је најављена у новембру 2015. године, са Фулером као шоуранером од фебруара до октобра 2016. године, али је напустио због креативних разлика са CBS. Заменили су га Гретчен Ј. Берг и Ерон Харбертс, који су добили продукциону подршку Акиве Голдсман. Голдсманова се није вратила након прве сезоне, док су Бергова и Харбертс отпуштени од стране CBS током продукције друге; Куртцман се појавио као шоуранер, ком се шридружила Мишел Парадајс током треће сезоне.
Премијера серије Звездане стазе: Дискавери била је 19. септембра 2017. године, пре приказивања 24. септембра на CBS и CBS All Access. Остатак 15-епизодне прве сезоне је стримован седмично на услузи All Access, завршивши се у фебруару 2018. године. Излазак сезоне је довео до рекорне претплате за услугу All Access и позитивних коментара критичара који су похвалили Мартин-Гринин перформанс. 14-епизодна друга сезона је излазила од јануара до априла 2019. године и 13-епизодна трећа сезона се очекује током 2020. године.
Серија је покренула експанзију франшизе Звездане стазе од стране CBS и Куртцмана, што доводи до продукције других серија, укључујући прикључне серије Звездане стазе: Кратке стазе и спин-оф серије Звездане стазе: Одељак 31 и Звездане стазе: Чудни нови светови.

## Премиса
Почевши отприлике десет година пре догађаја из серије Звездане стазе: Оригинална серија, серија прати Клингонске куће уједињене у рату са Уједињеном Федерацијом Планета што снажно укључује посаду свемирског брода Дискавери. У другој сезони, након краја рата, Дискавери истражује седам мистериозних сигнала и чудних фигура познатих као „Црвени анђео”. Овај конфликт се завршава са Дискаверијем који путује у 32. век, више од 900 година њихоце будућности.

## Епизоде
| Сезона | Сезона | Епизоде | Епизоде         | Оригинална објава   | Оригинална објава  |
| Сезона | Сезона | Епизоде | Епизоде         | Премијера           | Финале             |
| ------ | ------ | ------- | --------------- | ------------------- | ------------------ |
|        | 1.     | 15      | 9               | 24. септембар 2017. | 12. новембар 2017. |
| 6      | 1.     | 15      | 7. јануар 2018. | 11. фебруар 2018.   |                    |
|        | 2.     | 14      | 14              | 17. јануар 2019.    | 18. април 2019.    |
|        | 3.     | 13      | 13              | 2020.               | н. п.              |